# Desert Hot Springs
Desert Hot Springs é uma cidade localizada no estado americano da Califórnia, no Condado de Riverside. Foi incorporada em 25 de setembro de 1963. Ela se localiza na região geográfica do Vale Coachella.

## Geografia
De acordo com o United States Census Bureau, a cidade tem uma área de 61,2 km², onde 61,1 km² estão cobertos por terra e 0,1 km² por água.

### Localidades na vizinhança
O diagrama seguinte representa as localidades num raio de 24 km ao redor de Desert Hot Springs. 

## Demografia
Segundo o censo nacional de 2010, a sua população é de 25 938 habitantes, um aumento considerável em relação aos 16 582 registrados no censo de 2000. A sua densidade populacional é de 424 hab/km². Possui 10 902 residências, que resulta em uma densidade de 178,21 residências/km².